# Molgula crinita
Molgula crinita är en sjöpungsart som beskrevs av Sluiter 1904. Molgula crinita ingår i släktet Molgula och familjen kulsjöpungar. Inga underarter finns listade i Catalogue of Life.